# 吕辛根
吕辛根是德国莱茵兰-普法尔茨州的一个市镇。总面积4.84平方公里，总人口493人，其中男性238人，女性255人（2011年12月31日），人口密度102人/平方公里。